# NheNheNhem
"NheNheNhem" é uma canção da cantora e apresentadora brasileira Maisa para seu EP Eu Cresci!, lançado em 18 de dezembro de 2014. A canção foi composta por Otávio de Moraes e Dani Mônico. O Lyric-Video foi lançado 16 de junho de 2015 no canal oficial de Maisa no Youtube. Em em uma entrevista para o portal UOL, a cantora revelou que todo o EP foi feito voltado para as crianças, e não para os adolescentes. A canção repercutiu bastante nas redes sociais por conta do refrão "chiclete", e acabou ficando em primeiro lugar na lista do Spotify Brasil, "Brazil Viral 50".

## Repercussão
Após um pouco menos de 45 dias de Maísa publicar o lyric-video da canção em seu canal no Youtube, a canção se tornou um 'viral' nas redes sociais, principalmente em sites de humor. Maísa recebeu críticas negativas pela letra da canção ser considerada motivo de "vergonha alheia" e bastante imaturidade para uma adolescente da idade de Maisa. O fato repercute no vídeo, onde possui mais de 11,5 milhões de visualizações e mais de 140 mil curtidas negativas.
Sucesso em baladas gays
A canção de Maisa está sendo bastante tocada em boates gays nas noites cariocas, em entrevista para o Jornal Extra, a cantora revelou surpresa com o fato, e disse que a canção "é para todos".

### Controvérsias
Durante o programa do Domingo Legal, exibido no dia 09 de agosto de 2015, Maísa revelou a Celso Portioli que passou a sentir vergonha da música após voltar das férias na escola.
| “ | Você não está entendendo! Eu voltei as aulas e do nada todo mundo me chamando de "NheNheNhem"! Eu queria entrar embaixo da mesa e ficar lá! | ” |

Durante o programa Pânico, transmitido pela rádio Jovem Pan no dia 29 de julho de 2015, Maísa e Jean Paulo Campos participaram para promover o recente filme, Carrossel - O Filme. Ao ser questionada por Emílio Surita sobre a repercussão de sua música, Maísa reclamou dizendo que as pessoas não entenderam o verdadeiro intuito da canção, que era apenas uma "reclamação", segundo ela, as pessoas entenderam como apelo sexual.

## Detalhe da Faixa
| download digital streaming |              |                                          |              |         |  |
| N.º                        | Título       | Compositor(es)                           | Produtor(es) | Duração |  |
| 1.                         | "NheNheNhem" | Dani Mônaco Otávio de Moraes Maisa Silva | Moraes       | 3:03    |  |